# Pachymerinus abbreviatus
Pachymerinus abbreviatus är en mångfotingart som beskrevs av Filippo Silvestri 1905. Pachymerinus abbreviatus ingår i släktet Pachymerinus och familjen storjordkrypare. Inga underarter finns listade i Catalogue of Life.